# دودلستون (تشيشير)
دودلستون (بالإنجليزية: Dodleston)‏ هي قرية و أبرشية مدنية تقع في المملكة المتحدة في إنجلترا. يقدر عدد سكانها بـ 777 نسمة .